# Alpenrutsche
Alpenrutsche is een Rockin' Tug attractie in het Nederlandse attractiepark Toverland. Alpenrutsche staat  in het themagebied Wunder Wald en is gebouwd door Zierer. De attractie werd geopend in 2004, met de opening van het Wunder Wald. Toen heette de attractie nog Swampies Swing. In 2017 werd de naam van de attractie gewijzigd naar Alpenrutsche, volgend op de metamorfose van het Wunder Wald naar een Oostenrijks themadeel.
Lijst van attracties in Attractiepark Toverland · Afbeeldingen